# 대구 한국가스공사 페가수스
대구 한국가스공사 페가수스(영어: Daegu KOGAS Pegasus)는 대구광역시를 연고로 하는 프로농구단이며, 2021년 6월 9일 공기업인 한국가스공사가 인천 전자랜드 엘리펀츠를 인수하여 창단했다. 홈 경기장은 북구 산격4동 대구광역시청 별관 옆에 있는 대구실내체육관이고, 한국가스공사가 인수한 이래로 마스코트는 페가수스이다.
인천삼산월드체육관이 완공되기 전까지 잠시 임시연고지로 부천시를 이용했던 것 외에는 안양 정관장 레드부스터스, 원주 DB 프로미, 창원 LG 세이커스와 더불어 연고지 변동이 없었던 구단이었으나, 전자랜드가 2020-2021 시즌을 마지막으로 농구단 운영을 포기한 후 한국가스공사가 구단을 인수하고, KBL에서 요구하는 프로농구팀 선수단 및 프런트(사무국)의 연고지 정착 정책에 따라 본사가 있는 대구광역시로 연고지 이전 추진하였다.
다만 대구실내체육관이 노후화된 데다가, 신축 구장 건립에 대해 대구시와 구단의 이견으로 연고지 이전이 지연됐다. 구단 측은 대구 지역 내 훈련장소 불비로 인천에서 선수 훈련 등 시즌을 준비하고 있는 상태라고 밝혔다. 그러다가 2021년 9월 24일에 대구광역시로 연고지 이전이 확정됐다.
2023-2024 시즌 한국가스공사의 개막전은 10월 21일 울산 동천체육관에서 열리는 울산 현대모비스 피버스와의 대결이며, 첫 홈 개막전 경기는 그 다음 날인 10월 22일 안양 KGC전이다. 2021년 9월 27일 대구 인터불고호텔에서 창단식을 열었으며, 창단식에서 정식 유니폼, 응원단, 마스코트, 로고 등 공개 되었다. 치어리더는 프로야구 KIA 타이거즈의 치어리더인 에어팩스가 확정이다.
그리고 장내아나운서는 전자랜드 시절 장내아나운서인 함석훈 장내아나운서로 확정 되었다.
올시즌 부터 작년시즌의 치어리더인 에이펙스가 아닌 LK치어리더가 활동하게 되었다.
그리고 올해 1월달 부터 활동하고 있는 문싱글 장내아나운서가 올시즌도 활동할 예정이며,응원단장은 작년시즌까지 했던 송종민 단장 대신 다른 단장님이 할예정이다.

## 역사
- 1994년 : 대우증권 실업 농구단 창단
- 1997년 : 인천 대우증권 제우스 프로농구단 창단
- 1998년 : 홈 경기장을 인천 도원실내체육관에서 부천실내체육관으로 이전
- 1998년 : (주)대우제우스 독립 법인 출범. 인천 대우 제우스로 팀 명칭 변경
- 1999년 : 신세기통신에 인수되어 인천 신세기 빅스로 팀 명칭 변경
- 2001년 : 신세기통신이 SK텔레콤과의 흡수 합병에 따라 인천 SK 빅스로 팀 명칭 변경
- 2003년 8월 6일 : 전자랜드가 SK 빅스를 인수, 인천 전자랜드 블랙슬래머로 팀 명칭 변경
- 2006년 : 홈 경기장을 부천실내체육관에서 인천 삼산월드체육관으로 이전
- 2009년 : 인천 전자랜드 블랙슬래머에서 인천 전자랜드 엘리펀츠로 팀 명칭 변경
- 2014년 : 팀 창단 정규리그 최다관중 성립[3]
- 2021년: 한국가스공사가 인수에서 대구 한국가스공사 페가수스로 팀,연고지 변경 유니폼은 빨간색이다.홈구장도 인천 삼산월드체육관에서 대구실내체육관으로 이전되었다.

대구 한국가스공사 농구단의 뿌리는 1994년에 창단한 대우증권 실업 농구단으로부터 출발한다. 연세대학교와 명지대학교를 연고 학교로 하여 창단했으며, 우지원, 석주일, 김훈, 조성훈, 정재헌 등이 창단 멤버로 입단했다.
1997년 실업농구가 프로화되면서, 대우증권 농구단은 인천광역시를 연고로 한 인천 대우증권 제우스 프로농구단으로 이름을 바꿨고, 1998년 농구단이 독립 법인으로 출범하면서 "인천 대우 제우스 프로농구단"으로 구단 이름을 바꿨다. 그러나 모기업인 대우그룹의 재정 악화로 인해 농구단이 신세기통신에 매각되어 인천 신세기 빅스로 이름을 바꾸게 된다.
프로 초창기 대우 제우스는 홈 경기장을 인천광역시 중구 숭의종합경기장 인근에 있는 도원실내체육관을 사용했는데, 이 체육관이 너무 낡고 좁아서 난색을 표했다. 결국 홈 경기장을 1998년에 새로 지은 경기도 부천시 원미구 중4동의 부천실내체육관으로 이전하여 경기를 치렀다. 이후 도원실내체육관은 프로배구가 출범하면서 계양체육관의 개장 전까지 배구 경기장으로 이용됐으며, 대한항공과 흥국생명이 계양체육관으로 홈을 옮긴 후에는 WKBL 인천 신한은행 에스버드의 홈 경기장으로 이용 중이다. 인천광역시가 연고지임에도 인천 옆의 부천시에서 홈 경기를 치르다 보니, 팀의 연고지가 경기도 부천시인 것으로 오인하는 경우도 있었다. 후에 SK 빅스 시절 실제로 부천시로 연고지 이전을 하려 한다는 루머가 있었지만 사실 여부는 미지수고, 인천광역시 연고를 유지하고 있다. 나중에 옮긴 삼산월드체육관이 인천광역시 부평구와 경기도 부천시의 경계에 있는지라, 여전히 부천 팬들을 끌어들일 수 있었다.
2001-02 시즌을 앞두고 신세기통신이 SK텔레콤에 합병되어서 인천 SK 빅스로 구단명을 바꿨다. 그러나 KBL의 "한 기업이 2개 이상의 농구단을 운영해서는 안 된다"는 조항으로 시한부 인생을 살았고 이에 SK그룹에서는 농구단을 서울 SK 나이츠만 운영하기로 결정하였다. 그에 따라 인천 SK 빅스는 2003년 8월 6일 대한민국의 전자제품 전문 유통 업체인 전자랜드에 매각되어 "인천 전자랜드 블랙슬래머"라는 이름으로 창단되었다. 2009년 8월 28일 인천 전자랜드 엘리펀츠로 팀 명칭이 변경되었다.
2006년 10월 삼산월드체육관이 완공됨에 따라 2006-07 시즌 중반부터 홈 경기장을 삼산월드체육관으로 이전하여 연고지인 인천광역시로 돌아오게 되었다.
2021년 6월 전자랜드 농구단 접으면서 연고지 및 팀이름도 바뀌었다.다행히도 한국가스공사가 농구단 유치 희망했으며 10개구단으로 유지를 할 수 있게 되었다.15년의 인천삼산월드체육관에서 마무리가 되었으며 새 연고지인 대구광역시 확정이며 새 홈구장은 대구실내체육관이 된다. 예전에 대구를 연고로 했던 오리온스는 고려대학교를 연고 학교로 두면서 창단하였는데, 새롭게 대구에 입성한 한국가스공사는 전신격인 대우증권 농구단이 고려대학교의 라이벌인 연세대학교를 연고 학교로 두고 창단했다는 점이 특이점(인수 시점 사장인 채희봉이 연대출신)이다.

#### 최고의 시즌, 2010-11 시즌
준우승으로 정규 리그를 마쳤다. 하지만 전주 KCC 이지스에 패하여 KBL 챔피언 결정전 진출에는 실패했다.

#### 2011-12 시즌
서장훈이 이적하고 강대협, 이현민이 왔다.
강혁 또한 FA로 이적해왔다. 6강 플레이오프까지 진출하였다.

#### 세대 교체의 시작, 2012-13 시즌
신기성이 은퇴하였다. 정규 리그 3위를 기록하고 6강에서 서울 삼성 썬더스를 만나 3연승으로 4강에 진출했으나 4강에서 울산 모비스 피버스에게 3연패로 스윕을 당해 시즌을 마쳤다. 시즌 후 강혁이 은퇴하고 문태종이 FA로 이적하며 세대교체의 시발점을 알렸다.

#### 변화의 시작, 2013-14시즌
문태종이 빠져나간 첫시즌이였지만 플레이오프에 진출하면서 인천남자프로농구팀 사상 최초로 4년 연속 플레이오프 진출에 성공하였으나 부산 KT 소닉붐에게 시리즈전적 2승3패로 패하며 4강플레이오프 진출에는 실패했다.

#### 기적을 보여주다, 2014-15 시즌
초반 9연패에도 불구하고 6강 플레이오프에 진출했고 서울 SK 나이츠를 상대로 스윕을 하고 4강 플레이오프에 진출해서 원주 동부 프로미와 경기에서 5차전까지 가는 혈투끝에 결국 패배하며 4위로 시즌을 마쳤다.

#### 무기력했던 시즌, 2015-16 시즌
시즌 초 4연승으로 상승세를 이어갔지만 이내 8연패로 10위로 추락했고, 급히 허버트 힐과 KCC의 리카르도 포웰과 트레이드를 했으나 계속 하락세를 이어갔다. 결국 11년 만에 리그 꼴찌를 확정했고, 5시즌 만에 플레이오프를 탈락하였다.

#### 2016-17시즌
시즌을 앞두고, 한희원을 안양 KGC 인삼공사로 이적시키고, 박찬희를 데려왔다.

#### 2017-18시즌
"승리의 보증수표 복덩이 브랜든 브라운"
10시즌 연속 10만 관중 돌파!
2년 연속 6강플레이오프 진출!
대체 선수로 온 브랜든 브라운은 오자마자 7연승에 일조하며 외국선수 교체에 성공적이었다.
전자랜드의 복덩이가 된 브라운은 매 경기 홈 팬들에게 환호를 받았다.
시즌 다섯번째로 20-20 기록 달성(24득점, 20리바운드), 12월 22일 vs KGC인삼공사
KBL역대 6번째로 40-20 기록 달성(45득점, 20리바운드), 1월 4일 vs 삼성
5라운드 MVP선정
2017-2018시즌 기록 : 54경기 평균 23.3득점, 11.3리바운드, 4어시스트
"10시즌 연속 10만 관중 돌파"
2월 16일 홈경기에 10시즌 연속 10만 관중을 달성하였다.
홈 팬의 뜨거운 열정에 선수단은 홈경기를 승리로 장식하였다.
"2년 연속 6강 플레이 오프 진출"
선수들과 복덩이 브라운의 활약으로 2년 연속 플레이오프에 진출하였다.
비록 KCC에 패하긴 하였지만 마지막까지 포기하지 않는 전자랜드만의 색깔을 보여주었다.

6강 플레이오프에서 전주 KCC 이지스에 져서 4강 플레이오프 진출 실패했다.

#### 2018-19시즌
"8년만에 2위 확정" 창단 첫 챔피언결정전 진출
1819시즌 플레이오프 4강 3승(vs LG)
인천삼산체육관 8,765명 2018-2019시즌 최다 관중수 경신
1819시즌 챔피언결정전 1승 4패(vs 현대모비스)

#### 2021-22 시즌
전자랜드가 2020-2021 시즌 후 농구단을 매각을 추진했고, 한국가스공사에서 농구단을 인수하기로 하였다. 한국가스공사에서 대구 사회에 기여할 목적으로 인수를 결정했으며, KBL이 프런트까지 연고지로 이동하라는 연고지 정착 정책을 추진함에 따라 대구광역시로 연고지 이전을 추진했다.
대구광역시는 2010 - 2011 시즌 후 오리온스가 대구에서 고양으로 연고지를 이전한 후에 다시 프로 농구팀을 품는 도시가 될 예정이다.
대구시가 대구실내체육관 개보수 공사 7월말부터 개보수 공사 들어가면서 사실상 연고지가 대구 확정이다. 2021년 9월 24일 오피셜로 대구 광역시로 연고지가 확정되었다.
9월 20일까지 대구실내체육관 개보수 공사가 진행된다.10월 10일에 열리 예정인 홈개막전이 대구에서 개막 가능하다고 대구시랑 한국가스공사가 말했다. 연습 구장은 합의점 찾았으며 대구은행 제2 체육관,대구실내체육관을 연습구장으로 쓰고 있다.. 9월24일에 최종적으로 한국가스공사 페가수스의 연고지가 대구로 확정 지었으며, 9월27일에 대구인터불교호텔에서 창단식 할 예정이다.창단식에서 정식유니폼,연고지(대구),응원단,팀 로고,캐릭터 등
공개가 되었다.정식 유니폼은 색깔은 빨간색이며,연고지는 대구이며 그리고 치어리더는 프로야구 치어리더인 에어팩스 치어리더이며 그리고 장내 아나운서는 함석훈 전자랜드 시절 장냐아나운서였던 함석훈 장내아나운서가 맡을 예정이며 응원단장은 서한국 응원단장이 아닌 송종민 응원단장이다. 그리고 캐릭터는 페가수스 캐릭터이다.
한국가스공사가 대구를 연고지로 확정해 대구에서 홈 개막전을 치른다면 오리온이 2011년 3월 19일 창원 LG와 마지막 경기를 가진 뒤 3,858일(10년 6개월 22일) 만에 대구에서 프로농구가 경기가 열리는 것이다.
한국가스공사는 10월 16일(토) 고양 원정 경기로 오리온을 처음 만나며 11월 17일(수) 오리온을 홈 코트로 불러들인다.
한국가스공사가 대구체육관에서 홈 경기를 갖는다면 오리온은 3,896일(10년 7개월 28일)만에 대구를 방문한다.
즉 올시즌 첫 연고지 더비는 10월16일(토) 고양에서 첫 연고지더비가 열리며
한국가스공사의 첫 홈 연고지더비는 11월 17일(수)에 대구실내체육관에서 열릴 예정이다.

#### 2022-23 시즌
22-23시즌 앞두고 가스공사는 FA로 우동현,박지훈,이원대 각각 kgc인삼공사,현대모비스,SK나이츠에서 영입했으며
그리고 지난 6월달에 이대성이 고양 캐롯 점퍼스와의 트레이드 통해서 이대성 영입을 확적 지었다.
올시즌 용병으로 유슈 은도예,2년전 전자랜드 시절 때 뛰었던 할로웨이를 영입을 했디.시즌 전에 많은 전문가들이 sk,kt,db 함께
우승후보로 이야기를 하고 있다.

## 우승 기록

### 국내 대회

#### 리그
- KBL 챔피언 결정전
  -  준우승 (1): 2018-19
- KBL 정규리그
  -  준우승 (2): 2010-11, 2018-19

#### 컵
- 프로-아마농구 최강전
  -  준우승 (1): 2012

## 기록

### 통산 기록
- M=MVP, 신=신인상, B=BEST 5, 외=외국선수상

| 연도      | 팀명         | 순위   | 승  | 패  | 승률  | 수상선수                | 감독                  |
| --------- | ------------ | ------ | --- | --- | ----- | ----------------------- | --------------------- |
| 1997      | 대우증권     | 6위    | 8   | 13  | 0.381 |                         | 최종규                |
| 1997-1998 | 대우증권     | 6위    | 22  | 23  | 0.489 |                         | 최종규                |
| 1998-1999 | 대우         | 5위    | 27  | 18  | 0.540 |                         | 유재학                |
| 1999-2000 | 신세기       | 10위   | 15  | 30  | 0.333 |                         | 유재학                |
| 2000-2001 | 신세기       | 5위    | 23  | 22  | 0.511 |                         | 유재학                |
| 2001-2002 | SK빅스       | 5위    | 30  | 24  | 0.556 |                         | 유재학                |
| 2002-2003 | SK빅스       | 7위    | 23  | 31  | 0.426 |                         | 유재학                |
| 2003-2004 | 전자랜드     | 3위    | 32  | 22  | 0.593 |                         | 유재학                |
| 2004-2005 | 전자랜드     | 10위   | 17  | 37  | 0.315 |                         | 박수교                |
| 2005-2006 | 전자랜드     | 10위   | 8   | 46  | 0.148 |                         | 이호근                |
| 2006-2007 | 전자랜드     | 9위    | 23  | 31  | 0.426 |                         | 최희암                |
| 2007-2008 | 전자랜드     | 7위    | 29  | 25  | 0.537 |                         | 최희암                |
| 2008-2009 | 전자랜드     | 6위    | 29  | 25  | 0.537 | 테렌스 섀넌(외, B)      | 최희암                |
| 2009-2010 | 전자랜드     | 9위    | 15  | 39  | 0.278 | 박성진(신)              | 박종천                |
| 2010-2011 | 전자랜드     | 2위    | 38  | 16  | 0.704 | 문태종(B),허버트 힐(외) | 유도훈                |
| 2011-2012 | 전자랜드     | 6위    | 26  | 28  | 0.481 |                         | 유도훈                |
| 2012-2013 | 전자랜드     | 3위    | 33  | 21  | 0.611 |                         | 유도훈                |
| 2013-2014 | 전자랜드     | 4위    | 28  | 26  | 0.519 |                         | 유도훈                |
| 2014-2015 | 전자랜드     | 6위    | 25  | 29  | 0.463 |                         | 유도훈                |
| 2015-2016 | 전자랜드     | 10위   | 17  | 37  | 0.321 |                         | 유도훈                |
| 2016-2017 | 전자랜드     | 6위    | 26  | 28  | 0.481 | 강상재(신), 박찬희(B)   | 유도훈                |
| 2017-2018 | 전자랜드     | 6위    | 29  | 25  | 0.537 |                         | 유도훈                |
| 2018-2019 | 전자랜드     | 2위    | 35  | 19  | 0.648 | 박찬희(B)               | 유도훈                |
| 2019-2020 | 전자랜드     | 5위    | 21  | 21  | 0.500 |                         | 유도훈                |
| 2020-2021 | 전자랜드     | 5위    | 27  | 27  | 0.500 |                         | 유도훈                |
| 2021-2022 | 한국가스공사 | 6위    | 27  | 27  | 0.500 |                         | 유도훈                |
| 2022-2023 | 한국가스공사 | 9위    | 18  | 36  | 0.333 |                         | 유도훈                |
| 26시즌    | 26시즌       | 26시즌 | 651 | 726 | 0,473 | 챔피언결정전 우승 0회   | 챔피언결정전 우승 0회 |

### 역대 플레이오프 성적
| 연도      | 최종 결과 | 라운드         | 상대                   | 승/패 | 승리 | 패전 |
| --------- | --------- | -------------- | ---------------------- | ----- | ---- | ---- |
| 1997      | 6강 진출  | 6강 플레이오프 | 원주 나래 블루버드     | 패    | 2    | 4    |
| 1997-1998 | 6강 진출  | 6강 플레이오프 | 부산 기아 엔터프라이즈 | 패    | 1    | 3    |
| 1998-1999 | 6강 진출  | 6강 플레이오프 | 수원 삼성 썬더스       | 패    | 1    | 3    |
| 2000-2001 | 6강 진출  | 6강 플레이오프 | 안양 SBS 스타즈        | 패    | 1    | 2    |
| 2001-2002 | 6강 진출  | 6강 플레이오프 | 창원 LG 세이커스       | 패    | 0    | 2    |
| 2003-2004 | 4강 진출  | 6강 플레이오프 | 서울 삼성 썬더스       | 승    | 2    | 1    |
| 2003-2004 | 4강 진출  | 4강 플레이오프 | 원주 TG삼보 엑써스     | 패    | 0    | 3    |
| 2008-2009 | 6강 진출  | 6강 플레이오프 | 전주 KCC 이지스        | 패    | 2    | 3    |
| 2010-2011 | 4강 진출  | 4강 플레이오프 | 전주 KCC 이지스        | 패    | 1    | 3    |
| 2011-2012 | 6강 진출  | 6강 플레이오프 | 부산 KT 소닉붐         | 패    | 2    | 3    |
| 2012-2013 | 4강 진출  | 6강 플레이오프 | 서울 삼성 썬더스       | 승    | 3    | 0    |
| 2012-2013 | 4강 진출  | 4강 플레이오프 | 울산 모비스 피버스     | 패    | 0    | 3    |
| 2013-2014 | 6강 진출  | 6강 플레이오프 | 부산 KT 소닉붐         | 패    | 2    | 3    |
| 2014-2015 | 4강 진출  | 6강 플레이오프 | 서울 SK 나이츠         | 승    | 3    | 0    |
| 2014-2015 | 4강 진출  | 4강 플레이오프 | 원주 동부 프로미       | 패    | 2    | 3    |
| 2016-2017 | 6강 진출  | 6강 플레이오프 | 서울 삼성 썬더스       | 패    | 2    | 3    |
| 2017~2018 | 6강 진출  | 6강 플레이오프 | 전주 KCC 이지스        | 패    | 2    | 3    |
| 2018~2019 | 준우승    | 4강 플레이오프 | 창원 LG 세이커스       | 승    | 3    | 0    |
| 2018~2019 | 준우승    | 챔피언 결정전  | 울산 현대모비스 피버스 | 패    | 1    | 4    |
| 2020-2021 | 4강 진출  | 6강 플레이오프 | 고양 오리온스          | 승    | 3    | 1    |
| 2020-2021 | 4강 진출  | 4강 플레이오프 | 전주 KCC 이지스        | 패    | 2    | 3    |
| 2021-2022 | 6강 진출  | 6강 플레이오프 | 안양 KGC 인삼공사      | 패    | 0    | 3    |

### 역대 프로-아마최강전 성적
| 연도 | 최종 결과 | 라운드 | 상대             | 결과  | 결과 |
| 연도 | 최종 결과 | 라운드 | 상대             | 승/패 |      |
| ---- | --------- | ------ | ---------------- | ----- | ---- |
| 2012 | 준우승    | 18강   | 경희대학교       | 승    |      |
| 2012 | 준우승    | 8강    | 고양 오리온스    | 승    |      |
| 2012 | 준우승    | 4강    | 서울 삼성 썬더스 | 승    |      |
| 2012 | 준우승    | 결승전 | 국군체육부대     | 패    |      |
| 2013 | 8강 진출  | 16강   | 서울 삼성 썬더스 | 승    |      |
| 2013 | 8강 진출  | 8강    | 서울 SK 나이츠   | 패    |      |
| 2015 | 16강 진출 | 16강   | 원주 동부 프로미 | 패    |      |
| 2016 | 8강 진출  | 16강   | 한양대학교       | 승    |      |
| 2016 | 8강 진출  | 8강    | 창원 LG 세이커스 | 패    |      |

## 코칭스태프&선수단

#### 역대 주요 선수
| 가드   | 문경은        | 2001~2006            | 은퇴               |
| 가드   | 신기성        | 2010~2012            | 은퇴               |
| 가드   | 강혁          | 2011~2013            | 은퇴               |
| 포워드 | 김훈          | 1997~2000, 2003~2005 | 은퇴               |
| 센터   | 서장훈        | 2008~2011            | 은퇴               |
| 포워드 | 문태종        | 2010~2013            | 은퇴               |
| 포워드 | 리카르도 포웰 | 2008~2009, 2012~2016 | Trotamundos B.B.C. |
| 포워드 | 이현호        | 2009~2016            | 은퇴               |

## 응원가
- 하늘이시여
- 담다디 (원곡가수 : 이상은)
- 리듬프리팀 (원곡 : "Freedom - Wham")
- 붉은 노을 - 빅뱅 (이문세 원곡)
- 아파트 - 김건모 (윤수일 원곡)
- 우리들의 가스공사 예! 가스공사 (윤도현)
- 왼손 머리 위로 오른손 머리위로 박수 치면서 가스 공 사
- 압구정 날라리 - 처진 달팽이
- 날 봐,귀순 - 대성
- 내 스타일 아냐 - 장미여관
- Party Rock Anthem - LMFAO
- 마법소녀 - 오렌지 캬라멜

## 응원단
장내 아나운서 : 문싱글
응원단장 : 이범형
치어리더 : 이유미, 최지인, 박은혜, 이서연, 박주원, 이의진, 이유경, 이수빈, 최수현, 한혜원